# Чемпионат России по тхэквондо 2014
Чемпионат России по тхэквондо 2014 года среди мужчин и женщин проходил с 16 по 21 ноября в Казани в СК «Акбарс». В соревнованиях приняли участие 471 спортсмен.

## Медалисты

### Мужчины
| Весовая категория | Золото                                                 | Серебро                                                   | Бронза                                                                                     |
| ----------------- | ------------------------------------------------------ | --------------------------------------------------------- | ------------------------------------------------------------------------------------------ |
| до 54 кг          | Михаил Артамонов · Санкт-Петербург                     | Алексей Лукьянов · Башкортостан                           | Станислав Денисов · Москва Алексей Владимиров · Воронежская область                        |
| до 58 кг          | Ваха Ельмурзаев · Чечня                                | Кирилл Кучьянов · Краснодарский край                      | Илья Батраков · Челябинская область Шамсутдин Гамзатов · Дагестан                          |
| до 63 кг          | Владимир Ким · Краснодарский край · Ростовская область | Болат Изутдинов · Москва                                  | Арман Иргалиев · Московская область · Астраханская область Даниил Павлов · Санкт-Петербург |
| до 68 кг          | Константин Минин · Челябинская область                 | Максим Храмцов · Ханты-Мансийский автономный округ — Югра | Вячеслав Минин · Челябинская область Ибрагим Мехтиев · Дагестан                            |
| до 74 кг          | Филипп Белов · Краснодарский край                      | Максим Барановский · Челябинская область                  | Алек Дадаев · Москва Саид Устаев · Карачаево-Черкесия                                      |
| до 80 кг          | Лом-Али Бетигов · Чечня                                | Антон Котков · Карелия                                    | Фаиль Зартдинов · Ульяновская область Айдемир Шахбанов · Карачаево-Черкесия                |
| до 87 кг          | Владислав Ларин · Карелия                              | Иван Никитин · Санкт-Петербург                            | Глеб Бабаевский · Санкт-Петербург Александр Пряжников · Москва                             |
| свыше 87 кг       | Роман Кузнецов · Иркутская область                     | Юрий Кириченко · Краснодарский край                       | Олег Кузнецов · Иркутская область Ярослав Митрофанов · Татарстан                           |

### Женщины
| Весовая категория | Золото                                     | Серебро                                                 | Бронза                                                                          |
| ----------------- | ------------------------------------------ | ------------------------------------------------------- | ------------------------------------------------------------------------------- |
| до 46 кг          | Анастасия Валуева · Липецкая область       | Мария Смирнова · Санкт-Петербург                        | Полина Усенко · Волгоградская область Анна Нередько · Москва                    |
| до 49 кг          | Юлия Кустова · Челябинская область         | Александра Лычагина · Москва                            | Виктория Хан · Москва Анастасия Новикова · Красноярский край                    |
| до 53 кг          | Екатерина Крамаренко · Воронежская область | Екатерина Ким · Краснодарский край · Ростовская область | Виктория Яковлева · Ульяновская область Ксения Ковалева · Ленинградская область |
| до 57 кг          | Юлия Волкова · Краснодарский край          | Милана Дрямова · Ленинградская область                  | Татьяна Кудашова · Челябинская область Юлия Лебедева · Татарстан                |
| до 62 кг          | Дарья Адамьяк · Санкт-Петербург            | Валерия Башкирова · Москва                              | Елизавета Миронова · Москва Ольга Смолина · Санкт-Петербург                     |
| до 67 кг          | Арина Животкова · Челябинская область      | Дарья Ищенко · Татарстан                                | Екатерина Дербенева · Карелия Александра Дементьева · Санкт-Петербург           |
| до 73 кг          | Карина Жданова · Москва                    | Гузель Курбанова · Челябинская область                  | Анастасия Гурская · Санкт-Петербург Юлия Миюц · Севастополь                     |
| свыше 73 кг       | Елизавета Должикова · Москва               | Алина Икаева · Москва                                   | Светлана Толкунова · Москва Олеся Бардаченко · Карелия                          |